# 保大 (越南)
保大（越南语：／，1926年－1945年）是越南大南国阮朝保大帝阮福晪的年号，共计20年。

## 改元
- 启定十年十一月二十四日，保大帝在太和殿即位，以明年（丙寅）为保大元年。

## 大事记
- 保大二年正月十九日，启定帝奉安启成殿。二十六日，升袝世庙和奉先殿。
- 保大七年，保大帝回国亲政。
- 保大八年，改组内阁。
- 保大十五年，日军进入法属印度支那，开始与法国共治。
- 保大二十年正月，日军发动三九政变。两日后保大发表独立宣告，宣布越南帝国独立。
  - 公历8月15日，日本无条件投降。胡志明发动八月革命。
  - 公历8月24日，保大帝宣布退位。
  - 公历8月30日，保大帝在午门举行退位仪式，阮朝宣告灭亡。

## 纪年
| 保大     | 元年              | 2年      | 3年      | 4年      | 5年      | 6年      | 7年      | 8年      | 9年      | 10年     |
| -------- | ----------------- | -------- | -------- | -------- | -------- | -------- | -------- | -------- | -------- | -------- |
| 公元     | 1926年            | 1927年   | 1928年   | 1929年   | 1930年   | 1931年   | 1932年   | 1933年   | 1934年   | 1935年   |
| 干支     | 丙寅              | 丁卯     | 戊辰     | 己巳     | 庚午     | 辛未     | 壬申     | 癸酉     | 甲戌     | 乙亥     |
| 中华民国 | 民国15年          | 民国16年 | 民国17年 | 民国18年 | 民国19年 | 民国20年 | 民国21年 | 民国22年 | 民国23年 | 民国24年 |
| 日本     | 大正15年 昭和元年 | 昭和2年  | 昭和3年  | 昭和4年  | 昭和5年  | 昭和6年  | 昭和7年  | 昭和8年  | 昭和9年  | 昭和10年 |
| 保大     | 11年              | 12年     | 13年     | 14年     | 15年     | 16年     | 17年     | 18年     | 19年     | 20年     |
| 公元     | 1936年            | 1937年   | 1938年   | 1939年   | 1940年   | 1941年   | 1942年   | 1943年   | 1944年   | 1945年   |
| 干支     | 丙子              | 丁丑     | 戊寅     | 己卯     | 庚辰     | 辛巳     | 壬午     | 癸未     | 甲申     | 乙酉     |
| 中华民国 | 民国25年          | 民国26年 | 民国27年 | 民国28年 | 民国29年 | 民国30年 | 民国31年 | 民国32年 | 民国33年 | 民国34年 |
| 日本     | 昭和11年          | 昭和12年 | 昭和13年 | 昭和14年 | 昭和15年 | 昭和16年 | 昭和17年 | 昭和18年 | 昭和19年 | 昭和20年 |